# Sesbania cannabina
Sesbania cannabina är en ärtväxtart som först beskrevs av Anders Jahan Retzius, och fick sitt nu gällande namn av Christiaan Hendrik Persoon. Sesbania cannabina ingår i släktet Sesbania och familjen ärtväxter. IUCN kategoriserar arten globalt som livskraftig.

## Underarter
Arten delas in i följande underarter:
- S. c. cannabina
- S. c. sericea

## Bildgalleri

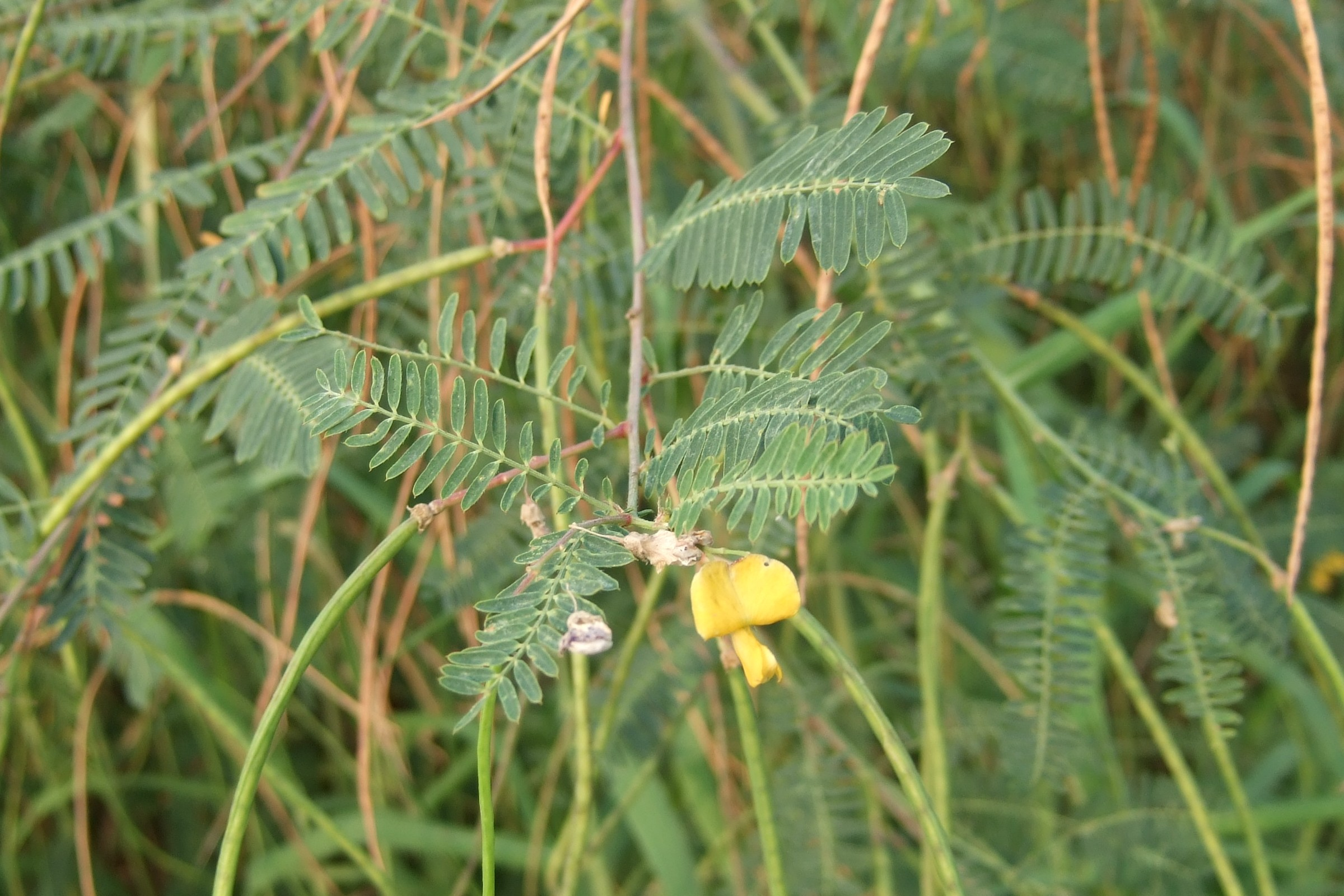